# Melica secunda
Melica secunda là một loài thực vật có hoa trong họ Hòa thảo. Loài này được Regel mô tả khoa học đầu tiên năm 1880.